# 墨西哥埃莫西約聖殿
墨西哥埃莫西約聖殿是耶穌基督後期聖徒教會的第72座運行的聖殿
埃莫西约是墨西哥的索诺拉州的首府，是墨西哥最早拥有後期聖徒传教士的地区之一。

## 历史
教會于 1998 年 7 月 20 日宣布在埃莫西约建造这座聖殿的意圖。 當時的教會總會會長戈登·興格萊（Gordon B. Hinckley）于 2000 年 2 月 27 日奉献了墨西哥埃莫西約。 該聖殿的总建筑面积为10,769平方英尺（1,000.5平方）   ，两个教儀室和两个印證室。 